# Elmar Podlech
Elmar Podlech (geboren 17. Januar 1936 in Linz am Rhein; gestorben 9. April 2008 in Frankfurt am Main) war ein deutscher Schriftsteller und Hörspielautor.

## Leben
Ausbildung
Elmar Podlech machte 1957 das Abitur für Schulfremde. Er studierte Germanistik und Geschichte an der Universität Bonn.
Schriftsteller
1964–1967 war er Dramaturg beim SDR-Hörspiel in Stuttgart. Schließlich arbeitete er als Archivar beim Frankfurter Verlag Bärmeier & Nikel und war dort Betriebsrat.
Seit 1973 arbeitete Podlech als freier Schriftsteller. Er schrieb zahlreiche Hörspiele. Von 1986 bis 1988 war er Vorsitzender des Landesverbands Hessen im Verband deutscher Schriftsteller (VS). Außerdem war er Mitglied im PEN-Zentrum Deutschland und im Sozialistisch-Katholischen Künstlerbund (SKKB).
Privates
Podlech wuchs mit sechs Geschwistern auf. Er war verheiratet, hatte eine Tochter und lebte in Frankfurt am Main.

## Publikationen

### Hörspiele
- Ciao CIA oder meine Unterschrift. Autoren: Hans-Peter Breuer, Peter O. Chotjewitz, Manfred Esser, Manfred Kiwus, Helmut Mader, Elmar Podlech, Friederike Schnepp. Radio Bremen 1973.[8]
- Sechs Kapitel aus dem revolutionären Leben des Richard Wagner. Regie: Jörg Franz. Hessischer Rundfunk 1973.[9]
- Tod und Leben des Dr. Ferdinand Lassalle. Hessischer Rundfunk 1973.[10]
- Ich, Heinrich Kleist, kann da im Grund für alle Schriftsteller sprechen, liebe Lehrerinnen und Lehrer. Radio Bremen 1974[11]
- Türme Hochhinaus. Norddeutscher Rundfunk 1975.
- Trümmer überall. Bayerischer Rundfunk 1979.[12]
- Die Bewegungen der Frauen auf dem Acker. Komposition: Peter Zwetkoff, Regie: Bernhard Rübenach. Südwestfunk 1980.[13]
- Franz Kafka hört noch immer Radio und telefoniert mit schönen Frauen. Porträt eines Mannes vor dem Sterben. Südwestfunk 1985.[14]
- He Leute, wir machen eine Reise. Regie: Heinz von Cramer. Südwestfunk 1987.[15]
- Der Zauber hinter den Bergen. Regie: Bernd Lau. Südwestfunk 1988. Italien-Krimi.[16]
- Korrespondenzen - oder: Die gigantischen Tage. Regie: Gerhard Willert. Radio Bremen 1988.[17]
- Das Erbe des Schnüfflers. Regie: Stefan Hardt. Hessischer Rundfunk 1994. Frankfurt Krimi.[18]
- Im Tal des Großen Königs (Valle Gran Rey). Regie: Ulrich Lampen. Südwestfunk 1997. Gomera-Krimi.[19]
- Szene Colet Flaubert. Regie: Ulrich Lampen Südwestrundfunk 1999.[20]
- KlassikPlus - Käthchen. Klärchen. Gretchen. Regie: Oliver Sturm. Südwestrundfunk 2003.[21]

### Bücher
- Eine Schöne Epoche. Stücke. Einleitung Friederike Roth, Edition Künstlerhaus, Stuttgart 1981, ISBN 3-922702-074
- Schweigen. Eine literarische Anthologie. Herausgeber: Wigand Lange, Elmar Podlech, Horst Senger. Brandes & Apsel, Frankfurt 1996, ISBN 3-86099-453-0
- Das Verschwinden des Autors. Eine literarische Anthologie. Herausgeber: Wigand Lange, Elmar Podlech, Horst Senger. Books on Demand GmbH 2002, ISBN 3-8311-2850-2

## Auszeichnungen
- 1989 Stipendium im Stuttgarter Schriftstellerhaus[22]